# 110e méridien est
En géographie, le 110e méridien est est le méridien joignant les points de la surface de la Terre dont la longitude est égale à 110° est.

## Géographie

### Dimensions
Comme tous les autres méridiens, la longueur du 110e méridien correspond à une demi-circonférence terrestre, soit 20 003,932 km. Au niveau de l'équateur, il est distant du méridien de Greenwich de 12 245 km,.
Avec le 70e méridien ouest, il forme un grand cercle passant par les pôles géographiques terrestres.

### Régions traversées
En commençant par le pôle Nord et descendant vers le sud au pôle Sud, Le 110e méridien est passe par:
| Coordonnées           | Pays, territoire ou mer  | Notes |
| --------------------- | ------------------------ | --- |
| 90° 00′ N, 110° 00′ E | Océan Arctique           | |
| 79° 30′ N, 110° 00′ E | Mer de Laptev            | |
| 76° 42′ N, 110° 00′ E | Russie                   | Krai de Krasnoïarsk — Péninsule de Taïmyr |
| 74° 22′ N, 110° 00′ E | Golfe de Khatanga        | |
| 74° 00′ N, 110° 00′ E | Russie                   | Krai de Krasnoïarsk |
| 73° 42′ N, 110° 00′ E | Golfe de Khatanga        | |
| 73° 29′ N, 110° 00′ E | Russie                   | Krai de Krasnoïarsk République de Sakha — à partir de 70° 24′ N, 110° 00′ E Oblast d'Irkoutsk — à partir de 61° 19′ N, 110° 00′ E République de Sakha — à partir de 60° 32′ N, 110° 00′ E Oblast d'Irkoutsk — à partir de 59° 01′ N, 110° 00′ E République de Bouriatie — à partir de 56° 58′ N, 110° 00′ E Kraï de Transbaïkalie — à partir de 51° 37′ N, 110° 00′ E |
| 49° 12′ N, 110° 00′ E | Mongolie                 | |
| 42° 38′ N, 110° 00′ E | Chine                    | Mongolie Intérieure – passe juste à l'est de Baotou (à 40° 39′ N, 109° 50′ E) Shaanxi – à partir de 39° 11′ N, 110° 00′ E Hubei – à partir de 33° 08′ N, 110° 00′ E Shaanxi – à partir de 32° 50′ N, 110° 00′ E Hubei – à partir de 32° 31′ N, 110° 00′ E Chongqing – à partir de 31° 26′ N, 110° 00′ E Hubei – à partir de 30° 52′ N, 110° 00′ E Hunan – à partir de 29° 45′ N, 110° 00′ E Guangxi – à partir de 26° 09′ N, 110° 00′ E – passe juste à l'ouest de Guilin (at 25° 16,9164′ N, 110° 17,1834′ E) Guangdong – à partir de 21° 53′ N, 110° 00′ E |
| 20° 17′ N, 110° 00′ E | Mer de Chine méridionale | Détroit de Qiongzhou |
| 19° 56′ N, 110° 00′ E | Chine                    | Île de Hainan |
| 18° 22′ N, 110° 00′ E | Mer de Chine méridionale | |
| 1° 42′ N, 110° 00′ E  | Malaisie                 | Sarawak – sur l'île de Borneo |
| 1° 18′ N, 110° 00′ E  | Indonésie                | Kalimantan occidental – sur l'île de Borneo |
| 1° 17′ S, 110° 00′ E  | Mer de Chine méridionale | |
| 1° 43′ S, 110° 00′ E  | Indonésie                | Kalimantan occidental – sur l'île de Borneo |
| 1° 54′ S, 110° 00′ E  | Mer de Chine méridionale | |
| 2° 57′ S, 110° 00′ E  | Mer de Java              | |
| 6° 55′ S, 110° 00′ E  | Indonésie                | Île de Java |
| 7° 53′ S, 110° 00′ E  | Océan indien             | |
| 60° 00′ S, 110° 00′ E | Océan Austral            | |
| 66° 38′ S, 110° 00′ E | Antarctique              | Territoire antarctique australien, Territoires revendiqués par l' Australie |